# Équipe de Grèce de football au Championnat d'Europe 2008
Cet article relate le parcours de l’équipe de Grèce de football lors du championnat d'Europe de football 2008 qui aura lieu du 7 au 29 juin 2008 en Autriche et en Suisse.

## Préparation
- Grèce- Chypre : 2-0
- Grèce- Hongrie : 2-3
- Grèce- Arménie : 0-0

## Effectif
Liste des 23 joueurs sélectionnés pour l'Euro 2008.
| Numéro / Nom       | Numéro / Nom           | Équipe actuelle     | Date de naissance | J.              | Buts            |                 |                 |                 |
| Gardiens de but    | Gardiens de but        | Gardiens de but     | Gardiens de but   | Gardiens de but | Gardiens de but | Gardiens de but | Gardiens de but | Gardiens de but |
| ------------------ | ---------------------- | ------------------- | ----------------- | --------------- | --------------- | --------------- | --------------- | --------------- |
| 1                  | Antónios Nikopolídis   | Olympiakos          | 28.03.1985        | 0               | 0               | 0               | 0               | 0               |
| 12                 | Konstantínos Chalkiás  | Aris FC             | 18.03.1980        | 0               | 0               | 0               | 0               | 0               |
| 13                 | Aléxandros Tzórvas     | OFI Crète           | 31.12.1972        | 0               | 0               | 0               | 0               | 0               |
| Défenseurs         |                        |                     |                   |                 |                 |                 |                 |                 |
| 2                  | Yoúrkas Seïtarídis     | Atlético de Madrid  | 14.12.1979        | 0               | 0               | 0               | 0               | 0               |
| 3                  | Chrístos Patsatzóglou  | Olympiakos          | 11.07.1979        | 0               | 0               | 0               | 0               | 0               |
| 4                  | Níkos Spyrópoulos      | Panathinaïkos       | 17.08.1977        | 0               | 0               | 0               | 0               | 0               |
| 5                  | Traïanós Déllas        | AEK Athènes         | 15.05.1981        | 0               | 0               | 0               | 0               | 0               |
| 11                 | Loukás Výntra          | Panathinaïkos       | 18.04.1983        | 0               | 0               | 0               | 0               | 0               |
| 15                 | Vasílis Torosídis      | Olympiakos          | 01.01.1972        | 0               | 0               | 0               | 0               | 0               |
| 16                 | Sotírios Kyriákos      | Eintracht Francfort | 11.08.1980        | 0               | 0               | 0               | 0               | 0               |
| 18                 | Yánnis Goúmas          | Panathinaïkos       | 18.03.1977        | 0               | 0               | 0               | 0               | 0               |
| 19                 | Paraskevás Ántzas      | Olympiakos          | 23.06.1976        | 0               | 0               | 0               | 0               | 0               |
| Milieux de Terrain |                        |                     |                   |                 |                 |                 |                 |                 |
| 6                  | Ángelos Basinás        | RCD Majorque        | 18.02.1973        | 0               | 0               | 0               | 0               | 0               |
| 8                  | Stélios Giannakópoulos | Bolton Wanderers    | 13.06.1980        | 0               | 0               | 0               | 0               | 0               |
| 10                 | Yórgos Karagoúnis      | Panathinaïkos       | 27.07.1979        | 0               | 0               | 0               | 0               | 0               |
| 21                 | Kóstas Katsouránis     | Benfica Lisbonne    | 20.06.1987        | 0               | 0               | 0               | 0               | 0               |
| 22                 | Aléxandros Tziólis     | Panathinaïkos       | 10.09.1983        | 0               | 0               | 0               | 0               | 0               |
| Attaquants         |                        |                     |                   |                 |                 |                 |                 |                 |
| 7                  | Yeóryos Samarás        | Celtic Glasgow      | 14.03.1979        | 0               | 0               | 0               | 0               | 0               |
| 9                  | Ángelos Charistéas     | FC Nuremberg        | 09.02.1980        | 0               | 0               | 0               | 0               | 0               |
| 14                 | Dimítris Salpingídis   | Panathinaïkos       | 10.03.1982        | 0               | 0               | 0               | 0               | 0               |
| 23                 | Níkos Lyberópoulos     | AEK Athènes         | 01.04.1983        | 0               | 0               | 0               | 0               | 0               |
| 20                 | Ioánnis Amanatídis     | Eintracht Francfort | 17.08.1977        | 0               | 0               | 0               | 0               | 0               |
| 17                 | Theofánis Ghékas       | Bayer Leverkusen    | 08.06.1985        | 0               | 0               | 0               | 0               | 0               |
| Sélectionneur      |                        |                     |                   |                 |                 |                 |                 |                 |
|                    | Otto Rehhagel          |                     | 24.01.1952        |                 |                 |                 |                 |                 |

## Résultats (premier tour: groupe D)
| Date         | Équipe 1 | Équipe 2 | Résultat | Buteurs                                          |
| 10 juin 2008 | Grèce    | Suède    | 0 - 2    | Ibrahimović (66e), Hansson (72e)                 |
| 14 juin 2008 | Grèce    | Russie   | 0 - 1    | Zyryanov (32e)                                   |
| 18 juin 2008 | Grèce    | Espagne  | 1 - 2    | Charistéas (42e) \| de la Red (61e), Güiza (88e) |

Tenante du titre, l'équipe grecque est éliminée dès le premier tour de la compétition en terminant dernière du groupe D. Les champions d'Europe 2004 sortent par la petite porte en n'inscrivant aucun point et perdant tous leurs matchs. Leur bilan est de 1 but marqué pour 5 buts encaissés.